# Crotonia perforata
Crotonia perforata är en kvalsterart som beskrevs av Wallwork 1977. Crotonia perforata ingår i släktet Crotonia och familjen Crotoniidae. Inga underarter finns listade i Catalogue of Life.